# Ferdinando Hastings
Ferdinando Hastings, 6e comte de Huntingdon (18 janvier 1609 – 13 février 1656), est un noble anglais.

## Biographie
Il est le fils de Henry Hastings (5e comte de Huntingdon), et d'Elizabeth Stanley, la fille de Ferdinand Stanley, 5e comte de Derby, et Alice Spencer. Il épouse Lucie, fille de John Davies, le 7 août 1623.
Il est député de Leicestershire, en 1625, et de nouveau en 1628-29.
Le siège de la famille, le château d'Ashby de la Zouch, est détruit par les troupes d'Oliver Cromwell pendant la Première révolution anglaise en 1646. Il est mort de la Variole à l'âge de 47 ans et est remplacé par son fils, Theophilus Hastings (7e comte de Huntingdon).
Un monument lui est dédié dans l'église Saint Helen's, Ashby-de-la-Zouch.